# Eumenes variepunctatus
Eumenes variepunctatus är en stekelart som beskrevs av Giordani Soika 1958. Eumenes variepunctatus ingår i släktet krukmakargetingar, och familjen Eumenidae. Inga underarter finns listade i Catalogue of Life.